# 下小田井駅
下小田井駅（しもおたいえき）は、愛知県清須市西枇杷島町上新にある名古屋鉄道犬山線の駅である。駅番号はIY01。

## 歴史
- 1912年（大正元年）8月6日：開業。
- 1985年（昭和60年）2月7日：駅舎改築[2]。
- 1986年（昭和61年） - 跨線橋新設およびプラットホーム延長。有効長が4両から6両になる[3]（後に8両対応化）。
- 2000年（平成12年）9月：11・12日の東海豪雨により浸水。その時の水位が、東改札口の建物の壁に記されている。
- 2004年（平成16年）2月15日：無人化[4]。管理元は犬山駅。SFパノラマカード・ユリカが使用可能となる。
- 2011年（平成23年）2月11日：ICカード乗車券「manaca」供用開始。
- 2012年（平成24年）2月29日：トランパス供用終了。

## 駅構造
8両編成対応の相対式ホーム2面2線を有する地上駅。駅集中管理システムが導入された無人駅である。改札口は各ホームの名鉄名古屋寄りに1箇所ずつあり、付近には自動券売機（新規通勤manaca定期乗車券及び継続manaca定期乗車券の購入も可能ではあるが、クレジットカードでの決済は7:00~22:00の間に限られる）を1台備えている。ただし、西改札口（1番ホーム側）付近には自動精算機がないため、 駅構内には「運賃の精算等が必要なお客さまは、東改札口をご利用ください」 と掲示されている。なお、互いのホームは改札口付近にある跨線橋で行き来ができる。
岩倉寄りに下り方向へ出発できる片渡り線がある。これは、2018年度の設備投資計画によって設置されたもので、非常時の折返し運転に備えたものである。
2021年3月15日よりこの駅と中小田井に特別停車していた上りの急行列車で特別車の営業が始まった。当初はタッチパネル式の券売機がなかったためにミューチケットの購入ができず、他の有人駅またはタッチパネル式券売機を備えた特別車が停車する駅で事前に購入するか、ネット予約で購入しなければならなかった。後にタッチパネル式の券売機が導入され、この駅でもミューチケットの当日購入が可能となった。
両隣の駅は名古屋市に位置するが、当駅は清須市に位置するため敬老パスや福祉特別乗車券を利用して列車を乗り降りしても運賃は払い戻しとならない。
| 番線 | 路線      | 方向 | 行先                 |
| ---- | --------- | ---- | -------------------- |
| 1    | IY 犬山線 | 下り | 岩倉・犬山方面       |
| 2    | IY 犬山線 | 上り | 名鉄名古屋・金山方面 |

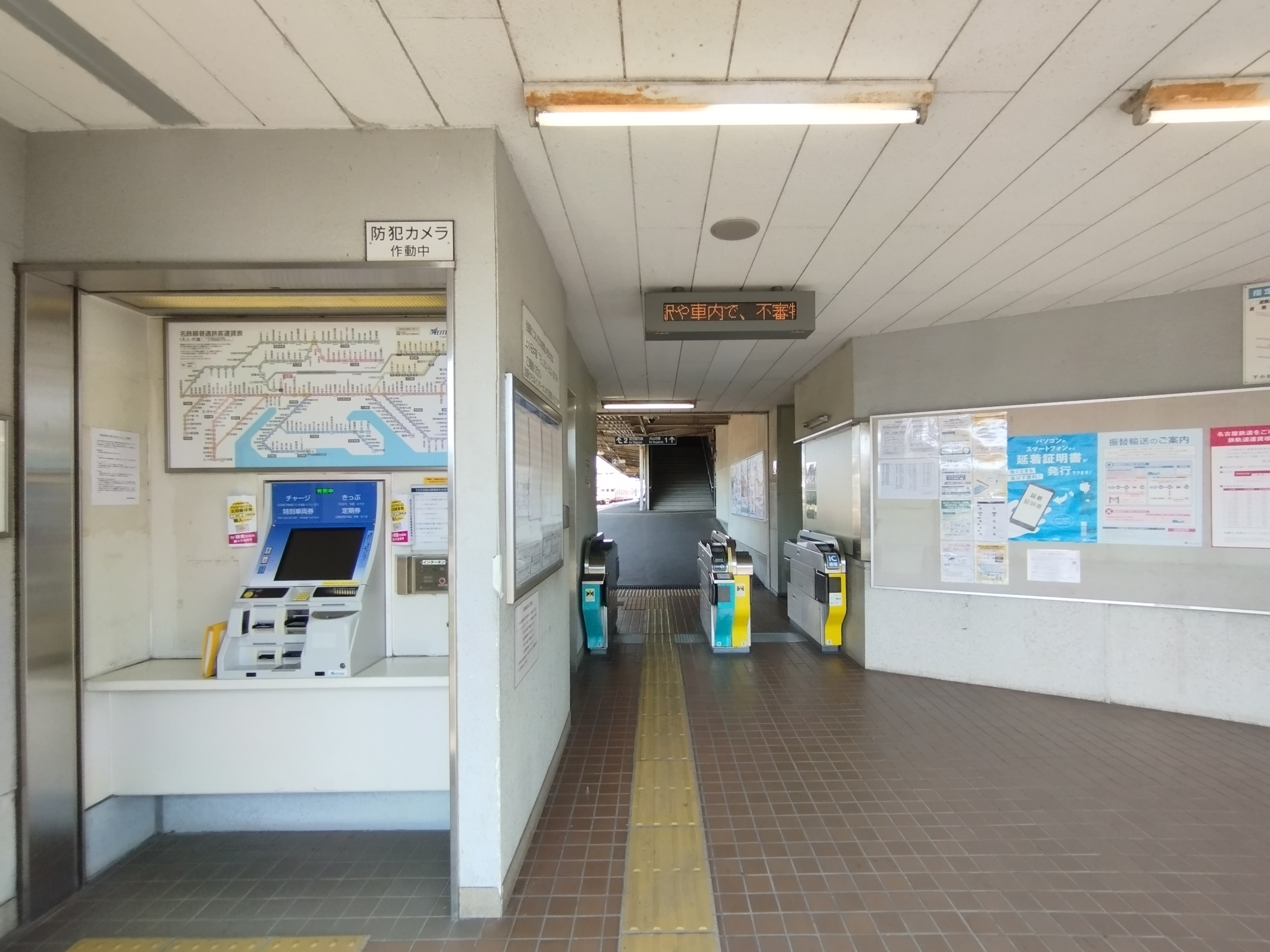
改札口（東口）
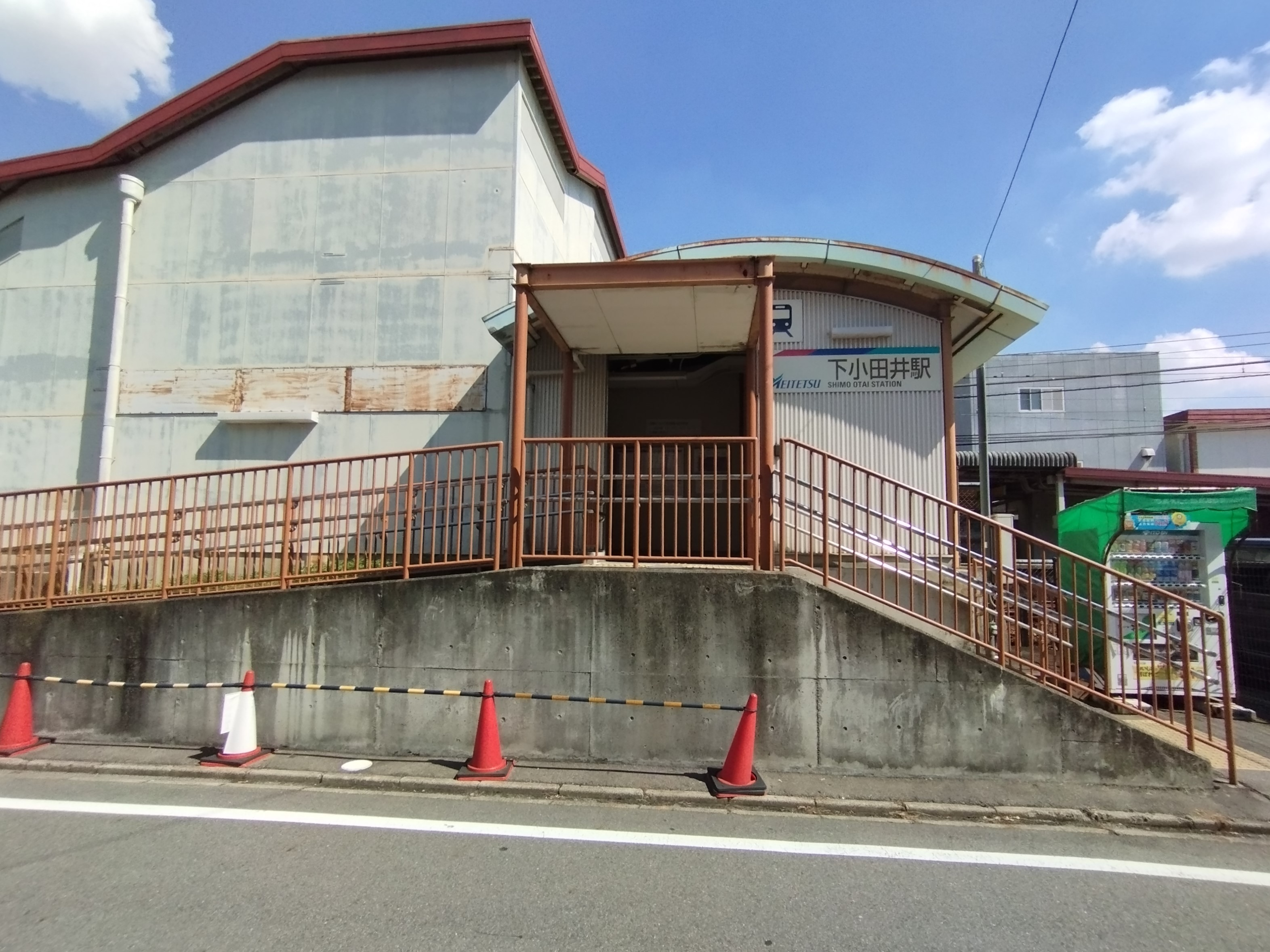
西口
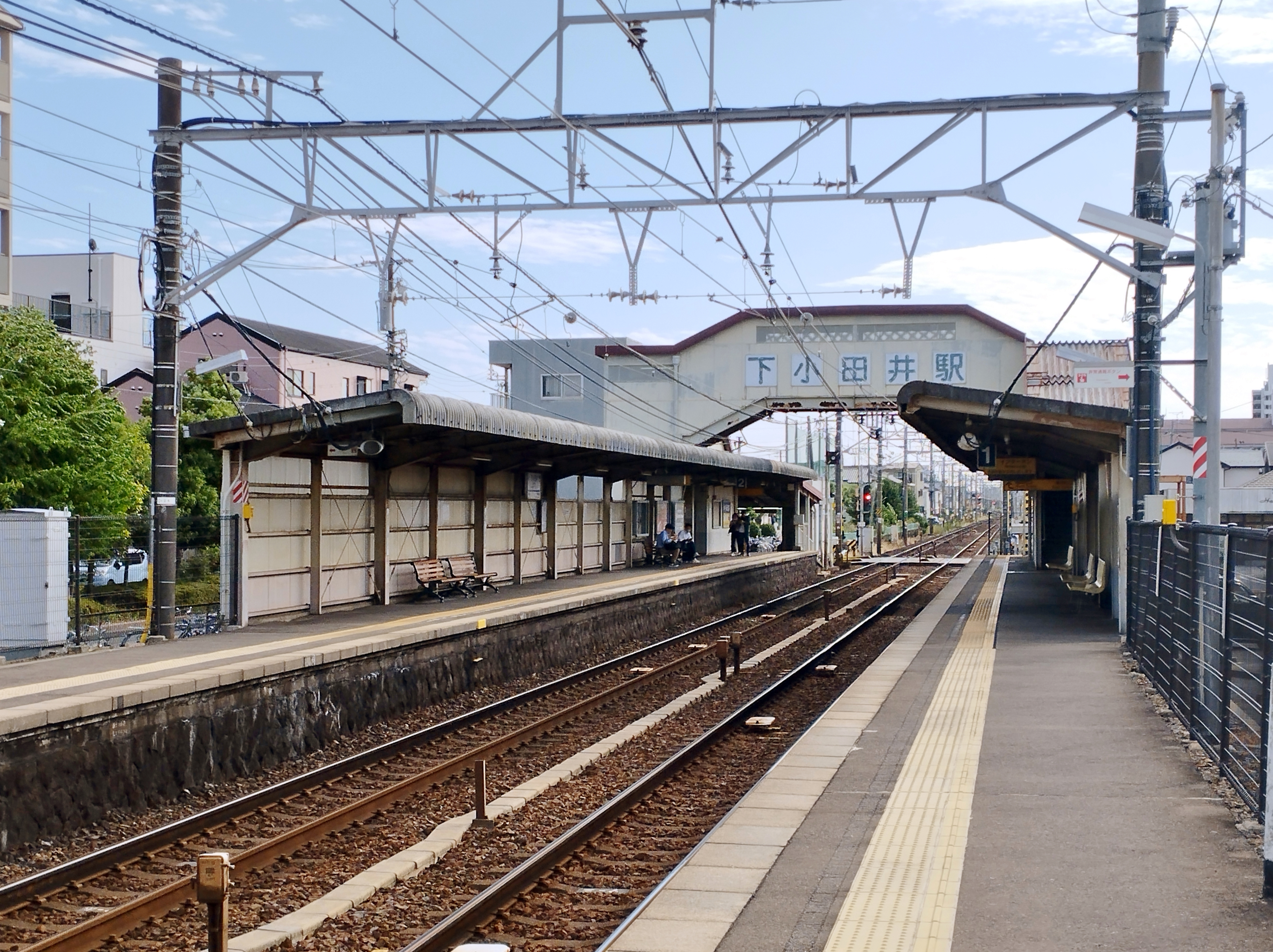
ホーム
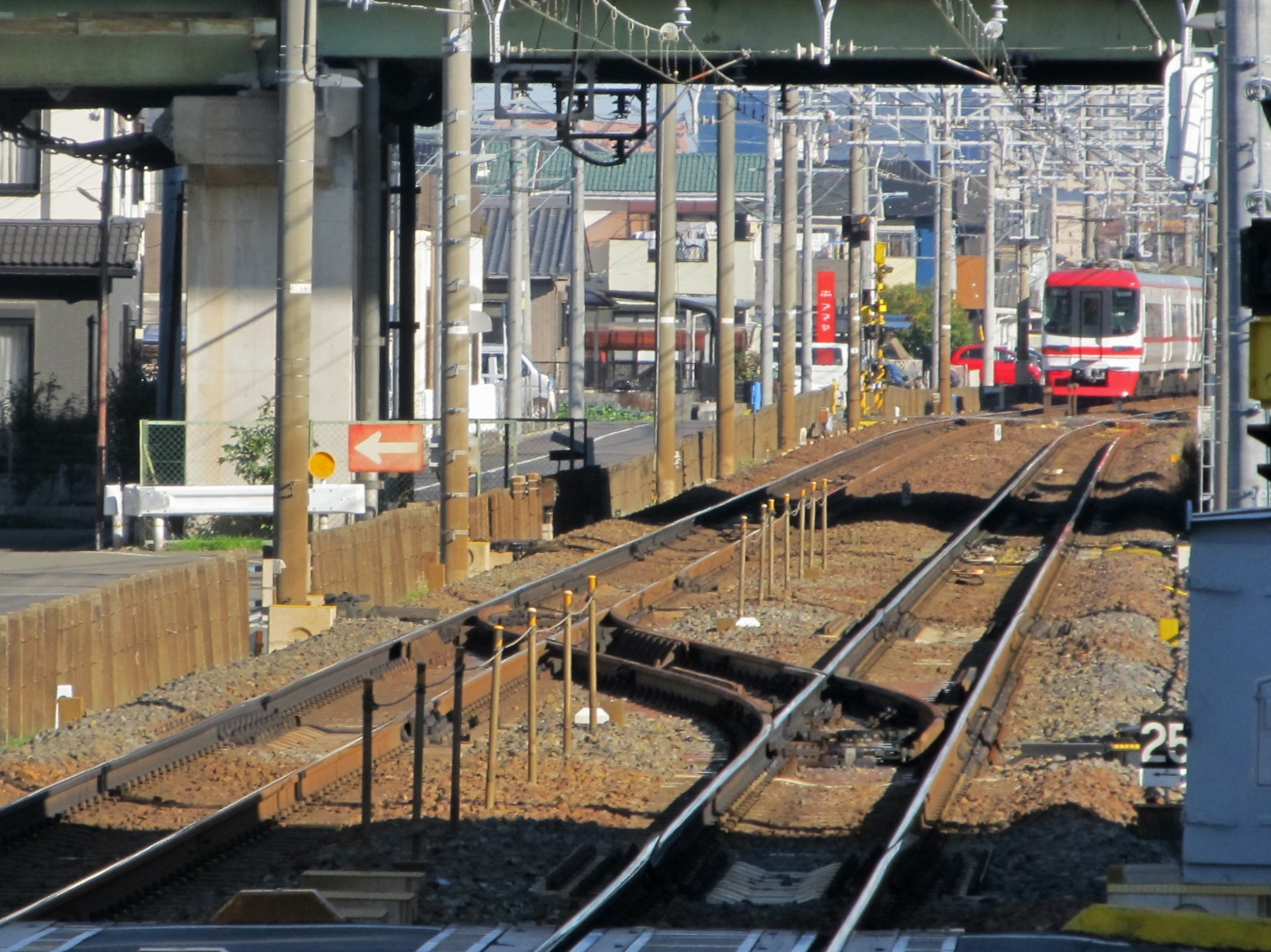
片渡り線
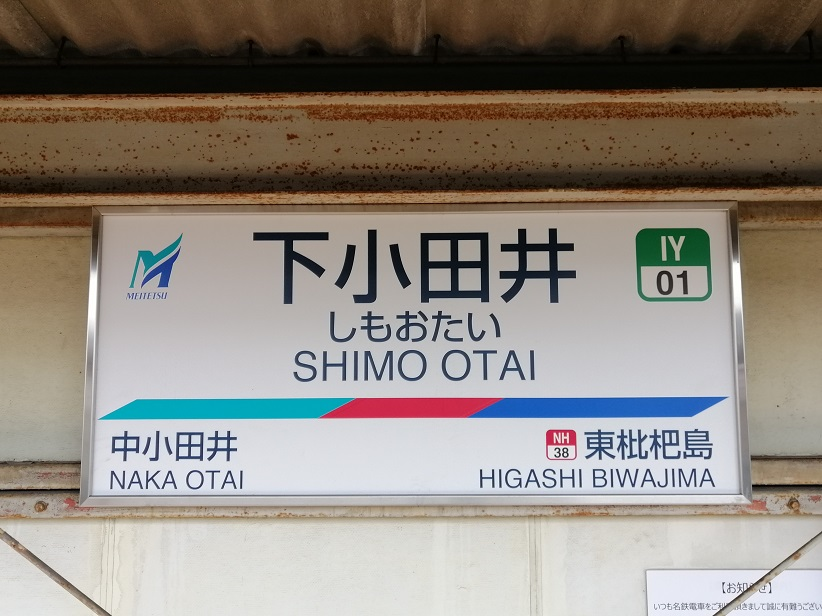
駅名標

### 配線図
| ← 名古屋方面 | \| \| \| \| \| \| \| \| \| \| \| \| \| \| \| \| \| \| \| \| \| \| \| \| \| \| \| \| \| \| \| \| | → 岩倉・ 犬山方面 |       |
| 凡例 出典:   |                                                                                                 |                   |       |
|              | 0D22-1                                                                                          |                   |       |
| sensd        | voie                                                                                            | bifbg             | sensd |
| sensg        | bifhd                                                                                           | voie              | sensg |
|              |                                                                                                 |                   |       |

## 利用状況
- 「移動等円滑化取組報告書」によると、2020年度の1日平均乗降人員は3,226人であった[12]。
- 『名鉄120年：近20年のあゆみ』によると2013年度当時の1日平均乗降人員は3,366人であり、この値は名鉄全駅（275駅）中126位、犬山線（17駅）中12位であった[13]。
- 『名古屋鉄道百年史』によると1992年度当時の1日平均乗降人員は3,661人であり、この値は岐阜市内線均一運賃区間内各駅（岐阜市内線・田神線・美濃町線徹明町駅 - 琴塚駅間）を除く名鉄全駅（342駅）中120位、 犬山線（17駅）中12位であった[14]。
- 愛知県の統計によれば、1日平均の乗車人員（降車客含まず）は平成19年度で1,755人、平成20年度で1,750人である。

## 駅周辺
- 国道22号（名岐バイパス）高架（駅北部）
- 名古屋高速道路6号清須線高架（駅北部・国道22号の隣）
- 清須市役所 西枇杷島庁舎（旧西枇杷島町役場。駅西・名鉄線では当駅が最寄り）
- 小田井城址公園
- 明電舎名古屋事業所（駅西・名鉄線では当駅が最寄り）
- 東海理化工場（駅南）
- ヤマナカ西枇フランテ館（駅南）
- ロイヤルホームセンター西枇杷島店（駅南）
- 枇杷島分岐点（名古屋本線との分岐・合流地点。庄内川の鉄橋に隣接）
- 名鉄名古屋本線 西枇杷島駅（枇杷島分岐点に隣接）
- JR東海道本線・東海交通事業城北線 枇杷島駅
- CoCo壱番屋西枇杷島店（CoCo壱番屋の一号店）
  - 壱番屋記念館

## 主な交通機関
- バス路線：きよすあしがるバス（清須市コミュニティバス）「上新公園（下小田井駅）」
- タクシー：なし
- 駐車場：なし
- 駐輪場：上新公園付近・2番線（名古屋方面）のホーム沿い

## 隣の駅
名古屋鉄道
IY 犬山線
□ミュースカイ・□快速特急・■特急・□快速急行・ ■急行・■準急
通過
■急行（平日の朝に4本が特別停車）
栄生駅（名古屋本線・NH37） - （枇杷島分岐点） - 下小田井駅（IY01） - 中小田井駅（IY02）
■普通
東枇杷島駅（名古屋本線・NH38） - （枇杷島分岐点） - 下小田井駅（IY01） - 中小田井駅（IY02）